# Stemonyphantes grossus
Stemonyphantes grossus là một loài nhện trong họ Linyphiidae.
Loài này thuộc chi Stemonyphantes. Stemonyphantes grossus được Andrei V. Tanasevitch miêu tả năm 1985.